# Praeornis sharovi
Praeornis sharovi (лат.) — ископаемый вид, предположительно, ранних птиц, первоначально описанный в 1978 году на основании единственного пера. Второй экземпляр пера был обнаружен в 2006 году. Вероятно, это была относительно крупная птица размером с ворона.

## Открытие
Окаменелость необычного примитивного пера была обнаружена в отложениях древнего озера Каратау в Казахстане (свита Балабансай, Южно-Казахстанская область) в 1971 году известным советским палеонтологом Александром Григорьевичем Шаровым. Окаменелость находилась в отложениях верхней юры, возраст которых оценили в 154—155 миллионов лет. В 1978 году другой палеонтолог — Александр Сергеевич Раутиан — описал найденное перо под названием Praeornis sharovi. Он предположил, что оно принадлежало более примитивному, чем археоптерикс, животному, и установил для него новые семейство Praeornithidae, отряд Praeornithiformes и подкласс Praeornithes. Видовое название было дано в честь Александра Шарова, нашедшего окаменелость.

## Голотип
Голотип под номером PIN 2585/32 — перо. Сейчас хранится в Палеонтологическом институте (ПИН) в Москве.
Края бородок пера абсолютно плоские, так как они не распадаются на бородочки. Наружная и внутренняя стороны бородок пера уплощены и расширены, что демонстрирует некоторое сходство с опахалом. Бородки образуют цельное опахало. Число бородок на один сантиметр составляет не более четырёх. Плоскость опахала пера изогнута. Внешняя часть опахала уже, чем внутренняя. Дистальная (дальняя от тела) часть стержня пера заметно изгибается в горизонтальной плоскости. Внутренние полости очина пера большие. Каждая лопасть опахала представляет собой армированную поперечными тяжами мембрану.
Какой именно птице или рептилии принадлежало это перо и на каком участке тела животного оно располагалось, неизвестно, поэтому под названием Praeornis sharovi рассматривается в первую очередь само перо, а не его носитель.
Praeornis — одна из самых древних находок перьев с ярко выраженным стержнем (наряду с перьями скансориоптеригид, имеющих примерно такой же возраст).
В 1980—1990-е годы между палеонтологами возникли разногласия по поводу этой находки, так как некоторые из них сомневались в её принадлежности к перьям. Так, в 1986 году Вальтер Бок (исследовавший окаменелость лично) высказал мнение, что детали её строения слишком грубые, а сама она очень большая, так что её предполагаемый хозяин должен был быть размером с самых больших летающих птиц. По мнению Бока, эта окаменелость больше похожа на лист саговника. Вслед за ним Долуденко и соавторы в 1990 году опубликовали статью, в которой отметили схожесть находки с листьями саговника вида Paracycas harrisii. В 1992 году Л. А. Несов также предположил, что окаменелость принадлежал к саговникам, но отнёс её к виду Cycadites saportae.
Проведённое в 1991 году изучение образца при помощи сканирующего электронного микроскопа (Глазунова и др., 1991) не подтвердило предположения о растительном происхождении окаменелости, но сомнения в её принадлежности к перьям у части палеонтологов всё равно оставались, и принадлежность образца остаётся неясной. В ходе микроскопического исследования были выявлены синапоморфии с перьями примитивных бескилевых птиц. Впоследствии, несмотря на результаты микроскопического исследования, соотнесение «пера» с листом саговников были сделаны палеонтологами Аланом Федуччиа (Alan Feduccia) в 1996 году, и Питером Велнхофером (Peter Wellnhofer) в 2004 году.
В 2001 году русский палеонтолог Евгений Курочкин (1940—2011), являющийся специалистом по ископаемым птицам, также признал принадлежность окаменелости к перу.

## Образец ZPAL V 32/967
В 2006 году польские палеонтологи из Института Палеобиологии Польской академии наук (Instytut Paleobiologii PAN) и Института зоологии Варшавского университета (Instytut Zoologii Uniwersytetu Warszawskiego) обнаружили аналогичное перо (образец ZPAL V 32/967) в тех же отложениях Каратау на юге Казахстана, недалеко от места находки первого экземпляра. Находка сделана в отложениях, сформированных на границе келловейского и оксфордского веков юрского периода, около 161 миллиона лет назад. Статья об открытии была опубликована в 2010 году.
Образец PIN 2585/32 сохранился не в виде отпечатка, а как трёхмерная окаменелость. Он сохранил остатки органического вещества. Экземпляр неполон; его дистальный и проксимальный конец, а также край левого опахала, выходят за пределы сохранившейся части плиты. Прослеживается только правая часть опахала. Исходная длина образца была существенно больше, чем 149 мм сохранившегося фрагмента. Полная длина не может быть оценена простой экстраполяцией, потому что ширина всего образца по всей его длине одинакова.
Соотношение концентраций стабильных изотопов углерода в образце свидетельствуют о животном, а не растительном происхождении окаменелости. По первоначальному составу это «протоперо» могло быть близким к роговым производным кожи (которыми являются чешуи и перья). В отличие от перьев современных птиц и перьев динозавров, данное «перо» имеет не две плоскости волосков-бородок, отходящих от центрального стержня, а три. При этом сам стержень имеет не круглую, а овальную форму сечения. Одна из плоскостей находится непосредственно под другой и она меньше остальных. Центральный стержень весьма толст, а между бородками отсутствуют какие-либо дополнительные бородки и крючочки, имеющиеся в перьях современных птиц.
На основании трёхлопастной формы окаменелости с овальным стержнем, польские палеонтологи пришли к выводу, что «перо» сформировалось из вертикальных чешуй, расположенных на спине у некоторых рептилий. Вероятно, что эти чешуи были похожи на длинные чешуи лонгисквамы (Longisquama insignis) — рептилии с огромными, похожими на перья чешуями, отпечатки которых обнаружил в 1970 году на территории Киргизии тот же А. Г. Шаров.
Согласно предположению исследователей, самые первые перья, к которым относятся находка Praeornis, возникли из подобных чешуй. Они использовались носителями либо для планирующего полёта между деревьями, либо для привлечения противоположного пола. Согласно предположению авторов исследования, перья таких животных как археоптерикс (Archaeopteryx) могли сформироваться из «протоперьев» Praeornis. Таким образом Praeornis sharovi может являться промежуточным звеном между перьеподобными чешуями рептилий типа лонгисквамы и настоящими перьями тероподных динозавров и птиц. Однако слабым звеном этой теории является отсутствие находок самих носителей «протоперьев» Praeornis и остающееся неясным систематическое положение самой лонгисквамы.